# Anna Haifisch

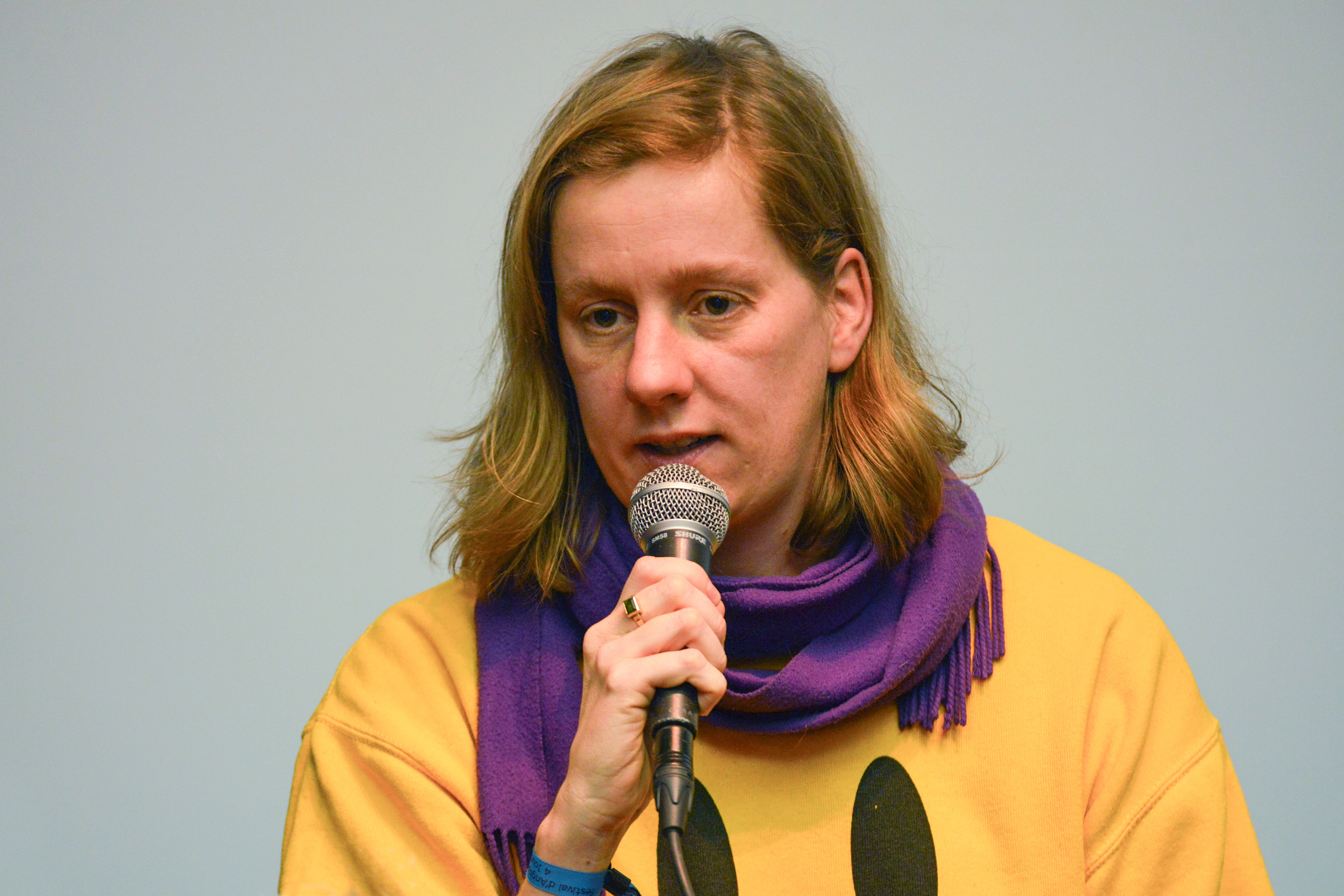
Anna Haifisch

Anna Haifisch (* 1986 in Leipzig) ist eine deutsche Comiczeichnerin und Illustratorin.

## Leben
Anna Haifisch studierte bis 2011 Buchkunst und Grafikdesign an der Hochschule für Grafik und Buchkunst Leipzig. Während ihres Studiums vertiefte sie ihre Kenntnisse in traditionellen Drucktechniken, als sie in einer Seidendruckerei in Brooklyn arbeitete. Es folgte ein Meisterschülerstudium bei Thomas M. Müller.
2013 gründete sie mit Freunden, darunter James Turek und Max Baitinger, das Comic-/Illustrationsfestival The Millionaires Club, welches parallel zur Leipziger Buchmesse stattfindet. Ab September 2015 erschien ihr Webcomic The Artist bei Vice.com, im Oktober ihr erstes Buch Von Spatz bei Rotopolpress. Die The-Artist-Episoden erschienen ab 2016 als Alben bei Reprodukt. Ihre Werke wurden in mehrere Sprachen übersetzt. 2020 beauftragte das New Yorker Museum of Modern Art sie als Comiczeichnerin für seine Serie Drawn to MoMA.
Laut der Comic-Redakteurin Karoline Bofinger zählt Haifisch zu den „Stars der deutschen alternativen Comicszene“, die Comics für die letzte Seite der deutschen Ausgabe von Le Monde diplomatique geschaffen haben.

## Stil und Einfluss
Anna Haifischs Arbeiten zeichnen sich durch eine klare Linienführung und den Einsatz von Tuschfeder aus. Ihr Stil kombiniert melancholische und humorvolle Elemente und ist von der Ästhetik vergangener Jahrzehnte geprägt. Ihre bekannteste Figur, The Artist, reflektiert auf ironische Weise die Herausforderungen des Künstlerdaseins.

## Auszeichnungen
- 2016: e.o.plauen Preis (Förderpreis)[7]
- 2018: Sondermann-Preis (Förderpreis)[8]
- 2020: Max-und-Moritz-Preis als Beste deutschsprachige Comic-Künstlerin[9]
- 2021: Kunstpreis der Leipziger Volkszeitung[10]
- 2025: Gutenberg-Preis der Stadt Leipzig[11]

## Veröffentlichungen (Auswahl)
- Von Spatz. Rotopolpress, Kassel 2015, ISBN 978-3-940304-97-1.
- The Artist. Reprodukt, 2016, ISBN 978-3-95640-032-2.
- The Artist. Misma Editions, Le Fauga, 2016, ISBN 978-2-916254-54-8
- The Artist – Der Schnabelprinz. Reprodukt, 2017, ISBN 978-3-95640-123-7.
- Fuji-San. (Kabinett), Wien, 2018.
- The Artist 2 – Le cycle éternel. Misma Editions, Le Fauga, 2018, ISBN 978-2-916254-66-1
- Schappi. Rotopolpress, Kassel 2019, ISBN 978-3-96451-008-2.
- The Artist. The Circle of Life. Fantagraphics, 2019, ISBN 978-1-911081-07-4[12]
- Residenz Fahrenbühl. Spector Books, 2021, ISBN 978-3-95905-434-8.
- Ode an die Feder. Reprodukt, 2021, ISBN 978-3-95640-220-3.
- Schappi. Misma Editions, Le Fauga, 2021, ISBN 978-2-916254-87-6
- Kasper König: Kasper Königs Kurioser Karten Kalender 2022. Mit Illustrationen von Anna Haifisch. Strzelecki Books, Köln 2021, ISBN 978-3-946770-81-7.